# Brasilia Open 1991
Il Brasilia Open 1991 è stato un torneo di tennis giocato sul sintetico. È stata la 1ª edizione del Brasilia Open che fa parte della categoria World Series nell'ambito dell'ATP Tour 1991. Si è giocato a Brasilia in Brasile dal 9 al 15 settembre 1991.

## Campioni

### Singolare
Andrés Gómez ha battuto in finale  Javier Sánchez con il punteggio di 6–4, 3–6, 6–3

### Doppio
Kent Kinnear /  Roger Smith hanno battuto in finale  Ricardo Acioly /  Mauro Menezes con il punteggio di 6–4, 6–3